# GV80 쿠페 콘셉트
제네시스의 첫 번째 4인승 쿠페형 SUV 콘셉트 모델이다.

## 상세
2023년 4월 3일, 미국 뉴욕 맨해튼 디스트릭트에 위치한 제네시스하우스에서 공개됐다. 전면부는 더블 지-매트릭스 패턴의 크레스트 그릴이 특징이다. 앞 범퍼에 있는 4개의 에어 벤트는 엔진룸 냉각을 위한 최적의 공기 흐름을 만들어준다. 후면부는 제네시스의 두 줄 시그니처 디자인이 표현된 후면 램프와 공기역학을 고려한 리어 스포일러 및 스포일러 립이 적용됐다. 실내는 3스포크 스티어링 휠, 격자무늬 이중 스티칭, 오렌지색 파이핑(piping), 탄소섬유 직물, 검정색 나파 및 스웨이드 가죽 등이 적용됐으며 뒷좌석은 통합된 형태가 아니라 버킷시트로 2개의 좌석을 나눠 4인승으로 만들었다. 외장 컬러는 마그마(Magma) 색상이 적용됐다.

## 같이 보기
제네시스
GV80